# Fårup (Jelling Sogn)
 For alternative betydninger, se Fårup. (Se også artikler, som begynder med Fårup)
Fårup er en bebyggelse i Jelling Sogn lidt sydvest for Jelling by, nord for Fårup Sø. Bebyggelsen ligger op til herregården Fårupgård. 
Bebyggelsen består af en række gårde langs med Fårupgårdvej.
|  | Denne artikel om lokaliteten Fårup (Jelling Sogn) kan blive bedre, hvis der indsættes et (bedre) billede. Du kan hjælpe ved at afsøge Wikimedia Commons for et passende billede eller lægge et op på Wikimedia Commons med en af de tilladte licenser og indsætte det i artiklen. |

55°44′22″N 9°23′52″Ø / 55.73944°N 9.39778°Ø